# Alcanó
Alcanó é um município da Espanha na comarca de Segrià, província de Lérida, comunidade autónoma da Catalunha. Tem 21 km² de área e em 2021 tinha 233 habitantes (densidade: 11,1 hab./km²).

## Demografia
| Variação demográfica do município entre 1991 e 2004 [carece de fontes?] | Variação demográfica do município entre 1991 e 2004 [carece de fontes?] | Variação demográfica do município entre 1991 e 2004 [carece de fontes?] | Variação demográfica do município entre 1991 e 2004 [carece de fontes?] |
| ----------------------------------------------------------------------- | ----------------------------------------------------------------------- | ----------------------------------------------------------------------- | ----------------------------------------------------------------------- |
| 1991                                                                    | 1996                                                                    | 2001                                                                    | 2004                                                                    |
| 289                                                                     | 266                                                                     | 256                                                                     | 254                                                                     |